# Joseph Allen
Joseph Percival Allen IV (ur. 27 czerwca 1937 w Crawfordsville w stanie Indiana) – amerykański astronauta, doktor fizyki, pilot.

## Edukacja
Absolwent Crawfordsville Senior High School. W 1959 otrzymał licencjat z matematyki i fizyki na DePauw University. W 1965 uzyskał doktorat z dziedziny fizyki na Uniwersytecie Yale.
W latach 1959–1967 był pracownikiem naukowym w Laboratorium Fizyki Jądrowej Uniwersytetu Waszyngtonu.

## Kariera astronauty
W sierpniu 1967 został zakwalifikowany do szóstej grupy astronautów NASA. Szkolenie lotnicze przeszedł w bazie Vance (Vance Air Force Base) w Oklahomie. W 1971 podczas misji Apollo 15 był członkiem naziemnej załogi wspierającej. Od sierpnia 1975 do 1978 pracował w Waszyngtonie jako asystent administratora NASA ds. spraw legislacyjnych. W 1978 powrócił do pracy w Johnson Space Center, jako starszy astronauta-naukowiec. Podczas misji STS-1 pełnił funkcję operatora łączności (CapCom).
Pod koniec 1981 został wyznaczony do swojego pierwszego lotu – STS-5. Start nastąpił 11 listopada 1982. Na pokładzie wahadłowca Columbia znajdowali się także: Vance Brand – dowódca misji, Robert Overmyer – pilot oraz  William Lenoir – drugi specjalista misji. W trakcie wyprawy astronauci umieścili w przestrzeni kosmicznej trzy sztuczne satelity oraz przeprowadzili szereg eksperymentów. Wahadłowiec wylądował 16 listopada 1982 w bazie Edwards.
W 1983 otrzymał nominację do swojej drugiej misji – STS-51-A. Jej start miał miejsce 8 listopada 1984. Pozostałymi członkami załogi wahadłowca Discovery byli: Frederick Hauck – dowódca misji, David Walker – pilot oraz Anna Fisher i Dale Gardner –  specjaliści misji. Podczas misji astronauci zabrali z orbity dwa satelity (Palapa B-2 i Westar VI), a dwa inne (Anik D-2 i Hughes LEASAT-1) – umieścili w przestrzeni kosmicznej. Lądowanie Discovery odbyło się 16 listopada 1984 na Przylądku Canaveral. Za ten lot Allen w 1985 został wyróżniony przez FAI Dyplomem im. Komarowa.
Joseph Allen odszedł z NASA 1 lipca 1985, po czym pracował jako dyrektor generalny International Space Industries w Waszyngtonie. Później był prezesem firmy Veridian. W 2004 przeszedł na emeryturę.
W miniserialu Z Ziemi na Księżyc w rolę Josepha Allena wcielił się Doug McKeon.
Stowarzyszenie Uczestników Lotów Kosmicznych (Association of Space Explorers) przyznało mu Universal Astronaut Insignia za lot orbitalny (nr 113).

## Wykaz lotów
| Loty kosmiczne, w których uczestniczył Joseph Allen                      | Loty kosmiczne, w których uczestniczył Joseph Allen | Loty kosmiczne, w których uczestniczył Joseph Allen | Loty kosmiczne, w których uczestniczył Joseph Allen | Loty kosmiczne, w których uczestniczył Joseph Allen | Loty kosmiczne, w których uczestniczył Joseph Allen |
| Nr                                                                       | Data startu                                         | Data lądowania                                      | Statek kosmiczny                                    | Funkcja                                             | Czas trwania                                        |
| ------------------------------------------------------------------------ | --------------------------------------------------- | --------------------------------------------------- | --------------------------------------------------- | --------------------------------------------------- | --------------------------------------------------- |
| 1                                                                        | 11 listopada 1982                                   | 16 listopada 1982                                   | STS-5 Columbia F-5                                  | Specjalista misji                                   | 5 dni 2 godziny 14 minut i 26 sekund                |
| 2                                                                        | 8 listopada 1984                                    | 16 listopada 1984                                   | STS-51-A Discovery F-2                              | Specjalista misji                                   | 7 dni 23 godziny 44 minuty i 56 sekund              |
| Łączny czas spędzony w kosmosie — 13 dni 1 godzina 59 minut i 22 sekundy |                                                     |                                                     |                                                     |                                                     |                                                     |